# ドナウ・デルタ
ドナウ・デルタ（ドナウ川三角州。ルーマニア語: Delta Dunării デルタ・ドゥナリ, ウクライナ語: Дельта Дунаю）は、ルーマニアのドブロジャとウクライナのオデッサ州に位置し、面積3,446平方キロメートルでヨーロッパ最大にして、人の手がほとんど入っていない自然状態の三角州（デルタ）である。

## 地理
ドナウ川によって運び込まれる多量の土砂は、デルタの幅を年に40メートルほど拡大し続け、その姿を大きく変え続けている。ドナウ川は、トゥルチャ近くで黒海に流れ込む前に三つの分流に分岐する。キリア川、スリナ川、そしてスフント・ギョルゲ川（聖ゲオルギウス）である。とはいえ、それとは別に多数の小さな流れが、デルタを葦の生い茂る地域や沼地や森林に分けており、それらのうち幾つかは春と秋の期間に冠水し、洪水状態になる。
ドナウ・デルタの約35キロメートル沖にはズミーイヌィ島（Острів Зміїний、ルーマニア語名シェルピロール島（Insula Șerpilor）、面積0.17平方キロメートル）がある。この島の帰属を巡っては、ルーマニアが1997年の友好協力条約でウクライナによる領有を承認。さらに2009年2月の国際司法裁判所（ICJ）判決で、国際法上は「岩」として扱い、周辺の排他的経済水域や大陸棚は大陸国境を基準にしてとルーマニア有利に配分された。
2004年に、ウクライナは、黒海とドナウ・デルタのウクライナ領域を結ぶ航行可能な運河を造るため、ビストロエ水路に対する工事を開始した。欧州連合（EU）は、運河がデルタの湿地帯を損なうため、工事の中止をウクライナに強く要請した。デルタの保護に関与しているルーマニア側は、国際司法裁判所にウクライナを提訴すると声明している。

## 自然

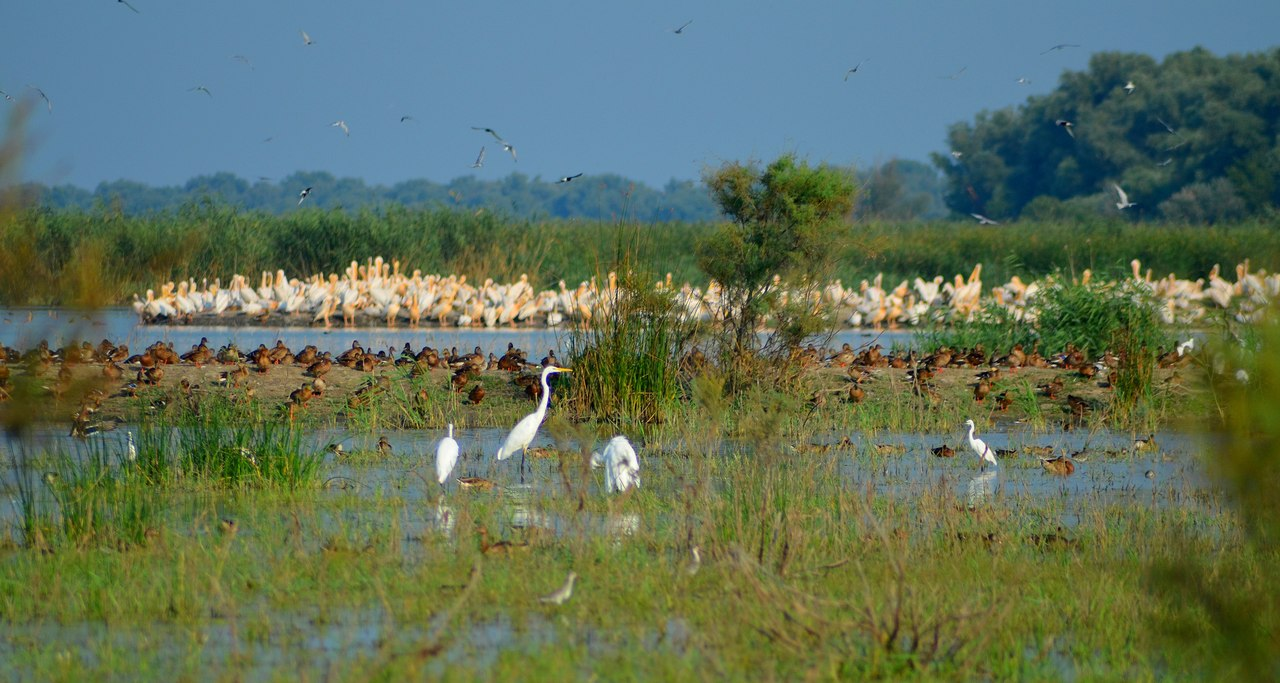
ドナウ・デルタ生物圏保護区の様子（ウクライナ）

デルタの無数の湖や沼地は、チョウザメ属（コチョウザメ）、イボガンギエイ、シマドジョウ、ポンティックシャッドなど90種の魚類（45種の淡水魚を含む）に加えて、ブロンズトキ、ムラサキサギ、オジロワシ、ペリカン（モモイロペリカン、ニシハイイロペリカン）、ホシハジロ、マガン、コブハクチョウ、ウなどの312種の鳥類、ヨーロッパミンク、ヨーロッパヤマネコ、ユーラシアカワウソ、チチュウカイモンクアザラシ、ネズミイルカ、ハンドウイルカなどの哺乳類、ノハラクサリヘビなどの爬虫類、更に1,200を越える植物の亜種を擁している。ドナウ・デルタは、ユネスコの世界遺産と生物圏保護区のリストに登録されている。デルタの中の2,733平方キロメートルが特別保護地区である。
また、三角州域内のルーマニアの「ドナウ・デルタ」とウクライナの「キリア河口」、「クフルルイ湖」、「カルタル湖」はラムサール条約登録地であり、欧州、アジア、アフリカ、地中海など、世界中の異なる場所から、何百万もの鳥が産卵に訪れる場所である。
およそ2500年前、ヘロドトスは「ドナウ川は七つの支流に分岐している」と述べている。

## 住民

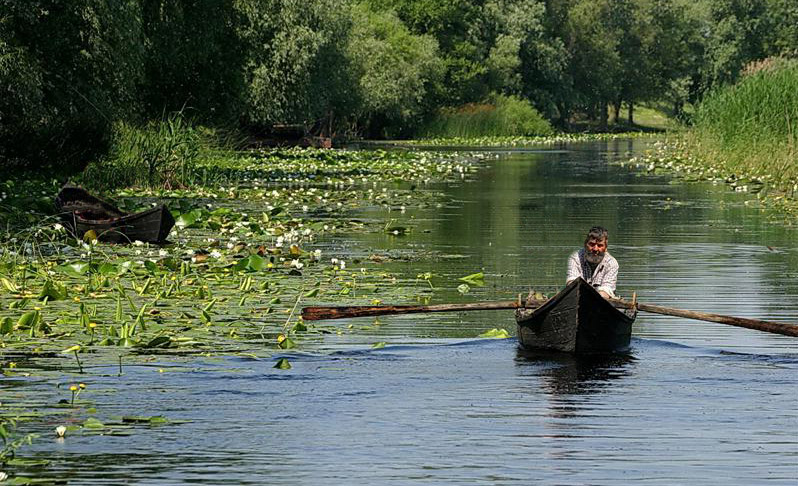
ドナウ・デルタのリポヴァ人漁師

約15万人がデルタに居住しており、大部分は伝統的な木製のカヤックを使う漁労で生計を立てている。デルタには1772年に、宗教的迫害を避けてロシアから移住して来た「古典礼信奉者」の子孫であるリポヴァン人のコミュニティが含まれる。ドナウ・デルタのウクライナ領域でのリポヴァン人のコミュニティの主要中心部はヴィルコヴォ（ロシア語: Вилково）である。他にはブルガリア人、ガガウズ人、モルドバ人、ロシア人、トルコ人、ウクライナ人も居住している。

## 登録基準
この世界遺産は世界遺産登録基準のうち、以下の条件を満たし、登録された（以下の基準は世界遺産センター公表の登録基準からの翻訳、引用である）。
- (7) ひときわすぐれた自然美及び美的な重要性をもつ最高の自然現象または地域を含むもの。
- (10) 生物多様性の本来的保全にとって、もっとも重要かつ意義深い自然生息地を含んでいるもの。これには科学上または保全上の観点から、すぐれて普遍的価値を持つ絶滅の恐れのある種の生息地などが含まれる。